# Choriolaus flavirostris
Choriolaus flavirostris är en skalbaggsart som först beskrevs av Bates 1880.  Choriolaus flavirostris ingår i släktet Choriolaus och familjen långhorningar.
Artens utbredningsområde är Guatemala. Inga underarter finns listade i Catalogue of Life.